# بومن، کبک
بومن (به فرانسوی: Bowman) شهری در منطقه شهری پاپینو ناحیه اوتاوه در استان کبک کانادا است. در سرشماری سال ۲۰۱۱ این شهر ۶۱۴ نفر جمعیت داشته‌است و مساحت آن ۱۶۶٫۹۹ کیلومتر مربع است.